# Franz Xaver Kroetz
Franz Xaver Kroetz (ur. 25 lutego 1946 w Monachium) – niemiecki dramatopisarz, prozaik, autor słuchowisk,  aktor, scenarzysta i reżyser teatralny. 

## Życiorys
Nie ukończył szkoły średniej. Pobierał lekcje gry aktorskiej w Monachium i w Wiedniu. Pracował w różnych zawodach, jako kierowca, pielęgniarz w domu dla umysłowo chorych. 1972 wstąpił do Komunistycznej Partii Niemiec, jednak wkrótce się z nią rozstał. 

## Twórczość
W swoich dramatach przedstawia egzystencję „klas niższych”, rysując obraz życia nacechowanego znamieniem codziennych materialnych kłopotów i niepewności jutra. Popularność przyniosły mu już pierwsze sztuki z lat 70. XX wieku, w których z brutalną wyrazistością ukazuje szarą i zwyklą codzienność.  Pokazuje też z naturalistyczną dokładnością takie wydarzenia jak dzieciobójstwo, samobójstwo starej samotnej panny  czy morderstwo popełnione przez niepełnoletnią córkę na jej ojcu. O sile tych sztuk stanowi również autentyczność językowej materii wiernie oddającej kształt nieliterackich odmian niemczyzny, dialektów i języka potocznego.
Znany ze skandalizującej sztuki Bauern sterben, za którą był oskarżany o pornografię i obrazę uczuć religijnych. W 1995 zdobył nagrodę literacką im. Bertolta Brechta. W 2005 odznaczony Orderem Zasługi Republiki Federalnej Niemiec